# Altica schwarzi
Altica schwarzi är en skalbaggsart som beskrevs av Willis Blatchley 1914. Altica schwarzi ingår i släktet Altica och familjen bladbaggar. Inga underarter finns listade i Catalogue of Life.